# Colegio Mayor Loyola (Madrid)
El Colegio Mayor Loyola es un colegio mayor universitario mixto ubicado en Madrid, perteneciente a la Compañía de Jesús, adscrito a la Universidad Complutense de Madrid y asociado a la Universidad Pontificia Comillas.
Depende de la comunidad de los padres jesuitas de Alberto Aguilera 21. Toma su nombre del lugar de Loyola, en Azpeitia, donde nació San Ignacio, fundador de la Compañía.
Se fundó en 1969 como colegio mayor masculino. En el curso académico 2003/2004 se cerró para realizar una reforma integral de sus instalaciones, volviendo a abrir en 2007 como colegio mayor mixto. 